# OKO
OKO е комплекс от небостъргачи в деловия квартал Москва Сити в Москва, Русия.
Разделен е на 2 секции (16a и 16b) и паркинг. Самата дума „ОКО“, освен око, означава и абревиатура от „обединени от кристала на основата“ (на руски: объединённые кристаллом основания). Собственик е руската компания „Капитал Груп“.

## Секция 16a
„Северната кула“ е първата кула. Тя има 49 етажа и е висока 260 m. Строителството ѝ е завършено през 2015 г. „Южната кула“ е втората кула от секцията. Има 85 етажа и е висока 354,1 m. Тя е второто по височина здание в Европа.
Всяко здание има подземни етажи, апартаменти, също и офиси. Площта, предвидена за офиси, възлиза на 122 493 m², а за жилищни помещения – 122 507 m².

## Секция 16b
В секция 16b се строят тризвезден хотел и паркинг. Хотелът включва 330 стаи. Капацитетът на паркинга е 3740 автомобила. Той се състои от 14 етажа, 5 от които са подземни. Останалите етажи общо са високи 44 m.